# Прейоль
Прейо́ль (фр. Prayols) — коммуна во Франции, находится в регионе Юг — Пиренеи. Департамент коммуны — Арьеж. Входит в состав кантона Фуа-Рюраль. Округ коммуны — Фуа.
Код INSEE коммуны — 09236.

## Население
Население коммуны на 2008 год составляло 359 человек.
| 1962 | 1968 | 1975 | 1982 | 1990 | 1999 | 2008 |
| ---- | ---- | ---- | ---- | ---- | ---- | ---- |
| 137  | 150  | 159  | 186  | 205  | 305  | 359  |

## Экономика

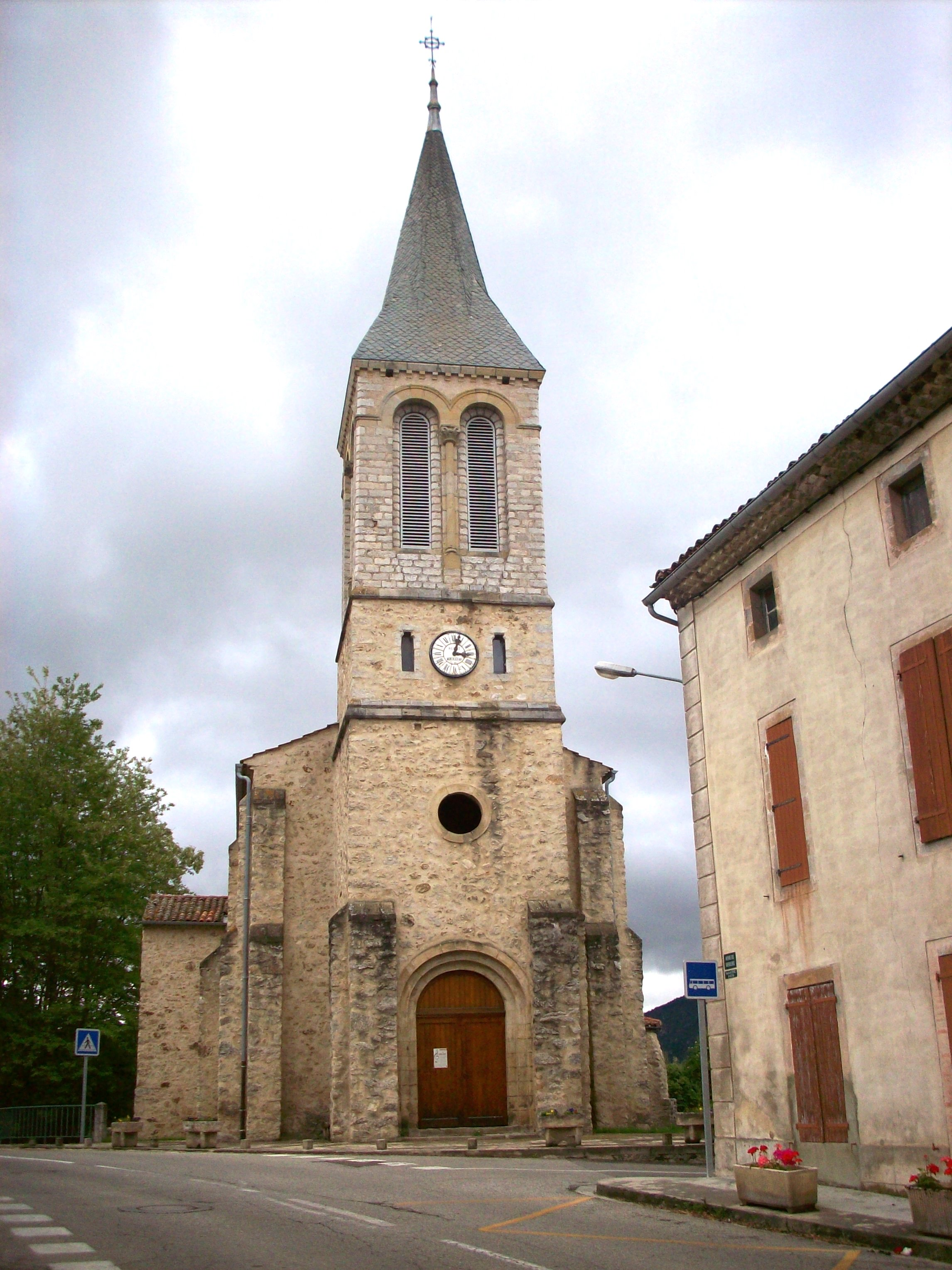
Церковь

В 2007 году среди 218 человек в трудоспособном возрасте (15—64 лет) 175 были экономически активными, 43 — неактивными (показатель активности — 80,3 %, в 1999 году было 74,5 %). Из 175 активных работали 173 человека (82 мужчины и 91 женщина), безработными были 2 женщины. Среди 43 неактивных 14 человек были учениками или студентами, 17 — пенсионерами, 12 были неактивными по другим причинам.